# Zeuhl
Zeuhl é um gênero musical criado por Christian Vander. O nome Zeuhl vem de uma palavra do idioma Kobaïan, criado e usado pela banda Magma, e significa algo como "celestial".O som é uma mistura de música erudita contemporânea, romancismo, minimalismo, modernismo, jazz, Heavy Metal e Jazz fusion. É marcado pelo tom melancólico e intenso das músicas, com linhas de baixo hipnóticas, teclados etéreos e metais, além de harmonias vocais complexas. O gênero musical é considerado uma vertente do Rock Progressivo, tendo contratempos e compassos equivalentemente complexos.

## Bandas
- Magma (banda)
- Weidorje
- Koenjihyakkei ou Koenji Hyakkei
- Universal Totem Orchestra
- Dün
- Jannick Top
- Happy Family (banda)
- Bondage Fruit
- Setna (banda)
- Shub-Niggurath
- Eider Stellaire
- Eskaton
- Ruins
- Archaia
- Potemkine
- Rialzu
- Zao
- Neom
- Offering
- Amygdala
- Noa
- Ga'an
- Anaid
- Vazitouille
- Yochk'o Seffer
- Worsa